# Hr.Ms. Marsdiep (1947)
De Hr.Ms. Marsdiep (MV 37) was een Nederlandse mijnenveger van de Borndiepklasse, vernoemd naar het Marsdiep, het zeegat tussen Den Helder en Texel. Het schip is als BYMS 38 van de YMS-klasse gebouwd door de Amerikaanse scheepswerf Barbour Boat Works uit New Bern. Na het afronden van de bouw is het schip op 14 april 1943 overgedragen aan de Britse marine waar het schip dienst heeft gedaan als BYMS 2038. Op 27 juli 1947 is het schip overgedragen aan de Nederlandse marine waar het tot 1956 dienst heeft gedaan.